# Фрёбе-Каптейн, Ольга
Ольга Фрёбе-Каптейн (1881—1962) — британская меценат, спиритуалист, теософ и исследователь архетипов. Сторонница метода К. Г. Юнга и одна из создателей научного сообщества Эранос.

## Биография

### Ранние годы
Родилась в 1881 году в Лондоне в семье инженера и активистки феминистского движения. Училась в Коллегиальной школе северного Лондона, где познакомилась с Мэри Стоупс. Она изучала историю искусств в Цюрихском университете.
В 1909 году она выходит замуж за хорватско-австрийского флейтиста, дирижёра, летчика и изобретателя Ивана  Фрёбе (он был флейтистом в Оркестр Тонхалле), погибшего в русском тылу в сентябре 1915 г. в авиакатастрофе, когда он тестировал для австрийских ВВС свой аэрофотоаппарат.
В 1914 году с началом Первой мировой войны Фрёбе-Каптейн переселяется из Берлина в Цюрих, где создаёт литературный салон известный как «Круглый стол».

### Исследовательская деятельность
В 1920 году ее отец купил Каза Габриэлла, старинный фермерский дом в Асконе, где она начинает изучать индийскую философию, медитацию и теософию. В числе её друзей и приятелей были теософ Алиса Бейли, поэт Людвиг Дерлет, психолог Карл Густав Юнг и  синолог Рихард Вильгельм. Также она была знакома со многими членами Школы мудрости Германа Александра Кейзерлинга, занимавшихся изучением общих корней всех религий.

### Общество «Эранос»
В 1928 году Фрёбе-Каптейн построила рядом со своим домом конференц-зал. Карл Густав Юнг предложил сделать этот конференц-зал «местом встречи между Востоком и Западом» (нем. Begegnungsstätte zwischen Ost und West). Таким образом возникла площадка для встречи учёных из различных областей наук для обмена опытом изучения духовности, известная как Эранос. Такое название предложил историк религии  Рудольф Отто, чья человекоцентрическая концепция религии легла в основу складывания и развития общества.